# Europastraße 23
Die Europastraße 23 (Kurzform: E 23) führt von Metz in Frankreich nach Lausanne in der Schweiz.
Die Route führt in Nord-Süd-Richtung von Metz, umquert Nancy und Epinal über Besançon bis zur Schweizer Grenze. Dort wird die Strecke auf der schweizerischen A9 bis zum Autobahndreieck mit der A1 bis Lausanne geführt.
Die E 23 ist in Frankreich streckengleich mit Abschnitten der Autoroute A31, der Autoroute A33, der Autoroute A330 und der Route nationale 57.